# It Dies Today
It Dies Today (gelegentlich IDT abgekürzt) ist eine 2001 gegründete fünfköpfige Metalcore-Band aus Buffalo, New York. Bis heute wurden drei Alben und eine EP veröffentlicht.

## Geschichte
Im August 2001 schlossen sich Nicholas Brooks, Chris Cappelli und Steve Lemke in Buffalo zu einer Metalcore-Band zusammen. Später stießen Schlagzeuger Nick Mirusso und Bassist Seth Thompson zur Band. Das Plattenlabel Life Sentence Records wurde durch erste Konzerte auf It Dies Today aufmerksam, 2002 erschien über das Label die erste EP Forever Scorned.
Es folgten Auftritte mit namhaften Gruppierungen wie Between the Buried and Me und Alexisonfire, Steve Sanchez wurde bis 2003 vorübergehend Bassist. Nach dessen Ausstieg wechselte der bisherige Gitarrist Steve Lemke an den Bass. Als neuer Gitarrist kam Mike Hatalak zu It Dies Today. Es folgten weitere Auftritte mit Bands wie Throwdown, Eighteen Visions und Bleeding Through.
Der zunehmende Erfolg verschaffte den Musikern einen Vertrag bei Trustkill Records, über das 2004 das Debütalbum The Caitiff Choir erschien. Gemeinsame Konzerte mit unter anderem All That Remains, Caliban, DevilDriver, Fear Factory, God Forbid, The Haunted, Machine Head und Trivium schlossen sich an. 2005 war It Dies Today mit einem Cover des Depeche-Mode-Songs Enjoy the Silence auf dem Soundtrack zur Filmserie Masters of Horror vertreten. In Europa erschien 2006 ein Re-Release von The Caitiff Choir mit Bonus-Tracks.
Nach einer Tour mit Bullet for My Valentine und Still Remains folgte im Mai 2006 die erste Tour in Europa mit Every Time I Die und Protest the Hero. Noch im gleichen Jahr erschien das zweite Studioalbum Sirens.
Nach US-Touren mit Aiden, Papa Roach und Silverstein gab Sänger Nick Brooks 2007 seinen Ausstieg aus der Band bekannt. Er wurde durch den zuvor bei Still Remains als Bassist aktiven Jason Wood ersetzt.
Am 15. September 2009 wurde das dritte Studioalbum Lividity veröffentlicht.
Sänger Jason Wood verließ It Dies Today 2012 wieder, Gründungsmitglied Nicholas Brooks kam daraufhin zurück zur Band.
Für das Jahr 2015 ist ein viertes Studioalbum angekündigt.

## Diskografie

### Alben
- 2004: The Caitiff Choir (Re-Release im Jahr 2006)
- 2006: Sirens
- 2009: Lividity

### EPs und Demos
- 2001: Let the Angels Whisper Your Name (Demo)
- 2002: Forever Scorned (Re-Release im Jahr 2006)